# Sílvio Elia
Sílvio Elia (* 4. Juli 1913 in Rio de Janeiro; † 16. November 1998 ebenda) war ein brasilianischer Romanist, Lusitanist, Brasilianist und Linguist.

## Leben und Werk
Sílvio Edmundo Elia schloss 1936 ein Jurastudium ab. Dann nutzte er die in Brasilien neu eingerichtete Philosophische Fakultät für ein Anschlussstudium bei ihren soeben berufenen europäischen Professoren und wurde Latinist,  Lusitanist  und Brasilianist. Er war Hochschulprofessor an mehreren Einrichtungen in Rio de Janeiro und Mitglied mehrerer Akademien. Elia lehrte als einer der ersten in Brasilien moderne Linguistik.

## Werke
- O Problema da língua brasileira, Rio de Janeiro 1940, 1961
- (mit anderen) Dicionário gramatical português, francês, inglês, espanhol, italiano, latino, grego, Rio de Janeiro 1942, 1962
- (mit Janetta Budin [1914-3. September 1953]) Compêndio de língua e de literatura. Gramática. Literatura. Antologia, São Paulo 1951
- Orientações da lingüística moderna, Rio de Janeiro 1955, 1978
- O ensino do latim. Doutrina e métodos, Rio de Janeiro 1957
- Ensaios de filologia, Rio de Janeiro 1963; Ensaios de filologia e lingüística, 1976
- A lingua e a literatura no curso colegial, São Paulo 1967
- Língua e literatura para o ensino do segundo grau e cursos vestibulares, São Paulo 1971
- Preparação à lingüística românica, Rio de Janeiro 1974
- (Hrsg.) Seleta em prosa e verso de Augusto Frederico Schmidt, Rio de Janeiro 1975
- A Unidade lingüística do Brasil. Condicionamentos geoeconômicos, Rio de Janeiro 1979
- (Hrsg. mit  Leodegário A. de Azevedo Filho) As poesias de Anchieta em Português. Establecimento do texto e apreciação literária, Rio de Janeiro 1983
- Sociolingüística (Uma introdução), Rio de Janeiro 1987
- A lingua portuguesa no mundo, São Paulo 1989
- El portugués en Brasil. Historia cultural, Madrid 1992
- Fundamentos histórico-lingüísticos do portugués do Brasil, Rio de Janeiro 2003